# Капела Свете Петке у Београду
Капела Свете Петке се налази у Доњем граду Београдске тврђаве и подигнута је на месту чудотворног извора, у непосредној близини цркве Ружица, подигнуте после 1867. године. Извор лековите воде налази се у самом олтару капеле. Садашња капела је саграђена 1937. године по пројекту архитекте Момира Коруновића. Њене унутрашње зидове и сводове покривају мозаици, које је 1980-83. године израдио сликар Ђуро Радуловић.

## Историја
Капела Свете Петке је подигнута у периоду када су мошти ове светитељке премештене у Београд. Њене мошти су пренете на молбу кнегиње Милице Султану. Део моштију је пренет 1417. године у капелу коју је подигао непознати великодостојник из Доњег града. Након турског освајања Београда 1521. мошти су однете у Цариград. 1641. године их откупљује молдавски војвода и преноси у град Јаши. Црква Ружица и даље чува једну частицу моштију Свете Петке.
Пре данашње озидане капеле, постојала је раније капела земуница на падини изнад данашње капеле. Та првобитна капела је била у облику земунице у коју се улазило низ степенице. Споља су се видела само врата и над њима крст. На крају улаза водио је један мали ходник до извора бистре и хладне воде. Зидови са обе стране улаза били су украшени иконама. Због лошег стања, на иницијативу Патријарха Варнаве, на данашњем месту је изграђена и освештана капела на дан Свете Петке 1937. године. Приликом копања темеља пронађени су остаци неког старијег храма и ископане су бројне кости војника погинулих током одбране Београда 1914. и 1915. године. Стара капела је уклоњена почетком октобра 1935, у темељима и околном парку су пронађене лобање "вероватно људи које су Турци погубили", као и надгробне плоче неколико угледних Турака, међу којима и везира Марашли Али-паше.
При овој цркви изграђена је крстионица по узору на апостолске.

## Живопис капеле
Капела је двапут живописана. Први живопис је урадио академски сликар Владимир Предојевић. Тај живопис је брзо пропао због лошег квалитета материјала који је коришћен током радова, па се други пут користила техника мозаика. Други живопис је урадио београдски сликар Ђуро Радловић између 1975. и 1982, а освештао га је Патријарх Герман 27. фебруара 1983.

## Молебан петком
Капела Свете Петке је посећена сваког дана, али нарочито петком и славама храмова. На дан Свете Петке 27. октобра тешко је доћи до саме капеле. Сваког петка пре подне служи се у цркви Ружици Света Литургијаса читањем канона Светој Петки и целивањем светих моштију, а после подне се служи у капели вечерње исто са читањем канона Светој Петки и целивањем моштију. Овај обичај да се петком чита канон Светој Петки и целивају њене свете мошти прастари је обичај. Служење Литургије и читање молебана над моштима Свете Петке петком је обичај Срба у Београду настао преко сто година пре турске власти у Београду.

## Водица Свете Петке
Изворе крај светиња народ зове водицама. Вода у овим изворима освећује се и народ је нарочито поштује. Водица Свете Петке у Београду нарочито ужива велико поштовање верника и то још из прастарих времена. Постоји народно предање о витезу који је пронашао извор лековите воде на ушћу двеју река. Краљева кћи се излечила том водом и изнад тог извора је подигнута црква Ружица по њеном имену.
Интересантан је податак да је околина тадашњег Београда била прекривена густом шумом, тако да је извора било на све стране. И тада је овај извор Свете Петке био јачи него данас.

## Галерија
- Икона Свете Петке на зиду цркве
- Зграда у порти капеле
- Зграда у порти капеле
- Гробница бранилаца Београда 1914-1918, иза цркве у зиду тврђаве
- Унутрашњост капеле
- Унутрашњост капеле
- Извор Свете Петке у капели